# Inigo Triggs
Harry Benjamin Inigo Triggs est un architecte et un écrivain anglais, né à Holly House, Turnham Green, Chiswick, dans le Grand-Londres, le 28 février 1876, et mort à Taormine (Sicile) le 9 avril 1923.
Il est connu pour ses maisons de campagne et ses jardins à la française (formal gardens).

## Biographie
Son père, James Triggs, est mort quand il était encore écolier. En 1892, Inigo Trigg quitte la Godolphin School à Hammersmith et travaille pour l'architecte Peter Dollar. Il suit les cours de la Chiswick School of Art, puis de la Royal Academy Schools où il a gagné des prix. Il a complété sa formation d'architecte en travaillant comme assistant de plusieurs architectes parmi lesquels on trouve Leonard Stokes, Sir Henry Tanner, et William Frederick Unsworth.
Inigo Triggs a conçu de nombreux jardins de forme géométrisée ainsi que quelques maisons de campagne, principalement dans le sud de l' Angleterre.
Il s'est spécialisé dans la recherche historique et dans la restitution de jardins du passé. Ses livres ont introduit une influence italienne dans le style Arts and Crafts anglais.
Il a également conçu le Cooper'Bridge à Bramshott (East Hampshire) et le Mémorial de la Première Guerre mondiale à Petersfield en 1922.
En 1906, il a reçu la bourse Godwin du Royal Institute of British Architects à la suite de la présentation de deux rapports : 
- The planning of public squares and open spaces (La planification des places publiques et des espaces ouverts), concernant les villes de Paris, Berlin, Vienne et Munich , y compris les monuments publics et des fontaines ;
- Le Petit Palais, Paris, une description détaillée du bâtiment du musée des beaux-arts de la ville de Paris, avenue Winston Churchill, conçu par Charles Girault et construit entre 1897 et 1900.

L'argent de cette bourse lui a permis de visiter les jardins italiens et d'en tirer un livre.
Inigo Triggs a été malade dès le début de sa carrière. Certains symptômes et le fait qu'il ait été se soigner en Suisse laisse à penser qu'il avait la tuberculose mais il n'en était pas guéri quand il est revenu en Angleterre en 1908.
En 1909, Inigo Triggs s'intéresse de nouveau à l'urbanisme qui est devenu un sujet d'étude et de discussions en Angleterre entre architectes et ingénieurs et publie Town Planning, Past, Present and Possible.
Dans les années 1910, Inigo Triggs travaillait en partenariat avec l'architecte William Frederick Unsworth (1851-1912) et son fils Gerald Unsworth (1883-1946) à Petersfield (Hampshire). William Frederick Unsworth avait déjà conçu le théâtre commémoratif de Shakespeare à Stratford-upon-Avon en 1879, qui a été détruit par un incendie en 1926 et remplacé en 1932 par l'actuel Royal Shakespeare Theatre.

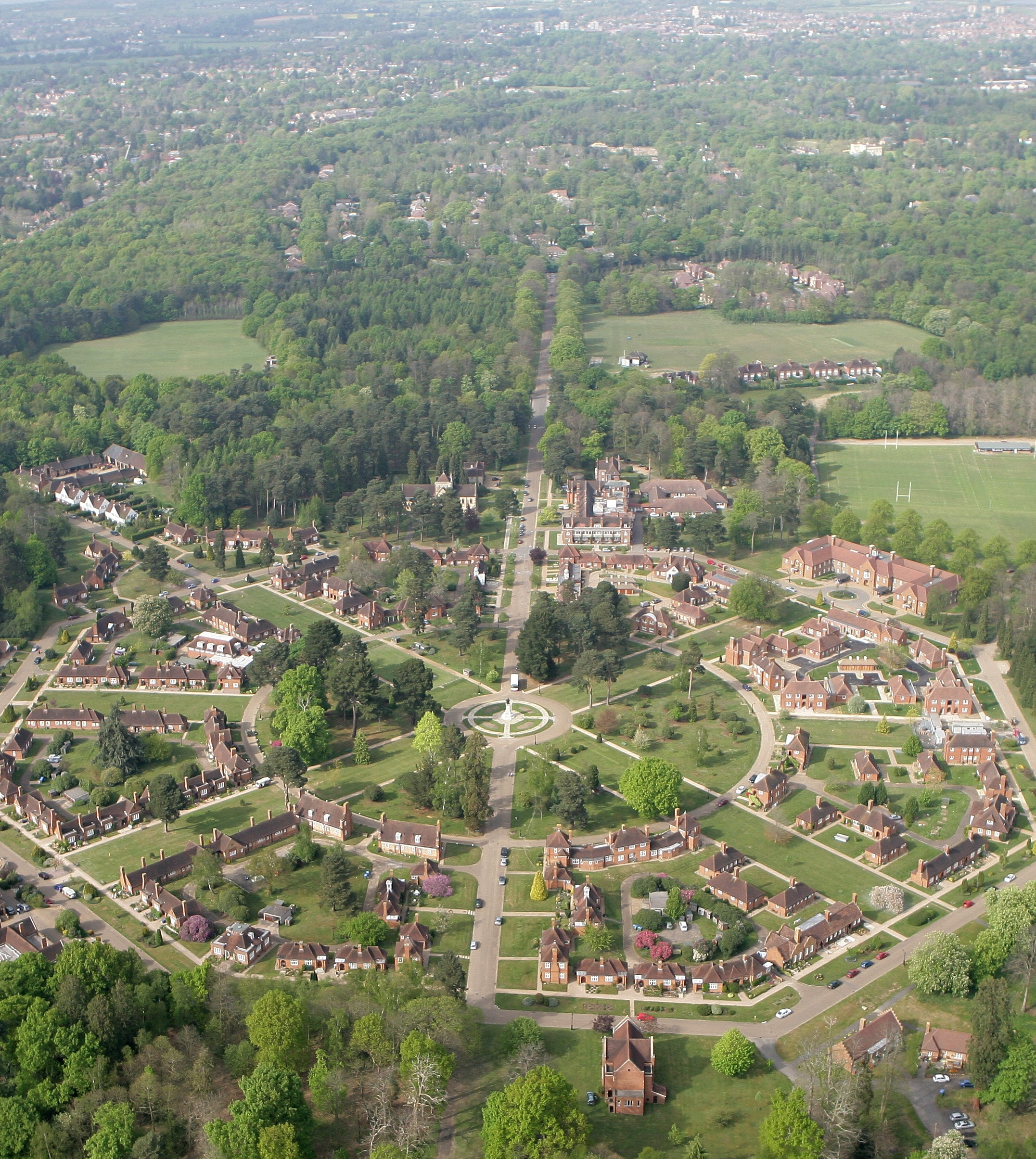
Whiteley Village.

En 1910, Triggs a acheté une propriété appelée Farm Fry à Liphook (Hampshire). Il rénova la ferme, les jardins et sa maison, et l'a rebaptisée Little Boarhunt d'après une légende selon laquelle le roi Jean aurait chassé le sanglier dans le quartier. La maison est maintenant classée comme étant une maison romantique caractéristique du mouvement Arts & Crafts.
À l'été 1919, Inigo Triggs a été engagé par les administrateurs de la Whiteley Homes Trust Ltd pour planifier et superviser l'aménagement paysager de la zone entourant les chalets de Whiteley Village, à Walton-on-Thames dans le Surrey construits pour les retraités de l'entreprise fondée par William Whiteley, les Whiteleys.
En 1922, il a construit l'église anglicane Saint-George à Taormine en Sicile, où il a été enterré.

## Famille
James Triggs, fabricant de tapis, épouse Celia Ann Bryant. De cette union sont nés :
- Arthur Bryant Triggs (1868-1936) né à Chelsea, qui, en 1887, a émigré en Australie, en devenant un riche fermier de la Nouvelle-Galles du Sud, connu sous le surnom de « The Sheep King », collectionneur d'art, de livres et des pièces de monnaie ;
- le 9 octobre 1907, Harry Benjamin Inigo Triggs a épousé Gladys Claire, fille de Sir Edward Stock Hill (1834–1902), dont il a eu deux filles.

L'architecte Inigo Jones était un parent éloigné.

## Réalisations

### Maisons

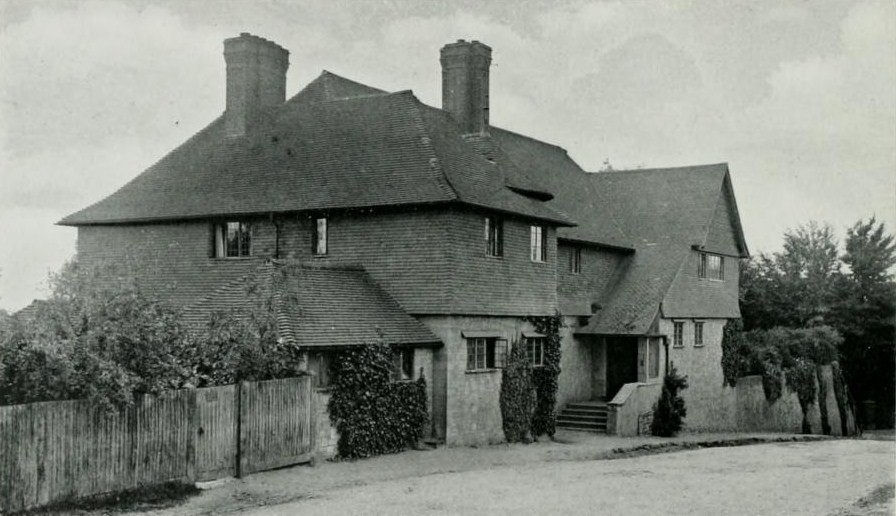
Broad Dene à Haslemere, Surrey
W.F. Unsworth et Inigo Triggs.

- Little Boarhunt House[3] et les jardins[4], à Liphook, Hampshire (1910) incluant le jardin élisabetain[5].
- The Rectory[6] à Liphook, Hampshire (1912)
- Rooswood's Windrush Lodge[7] à Nazeing, Essex (1913)
- Homefield[8] à Nazeing, Essex
- Broad Dene, Hill Road construit pour Walter Tyndale par le cabinet d'architecte comprenant W. F. Unsworth, son fils et Inigo Triggs[9].
- Sparsholt Manor, Sparsholt, Hampshire, construit en 1922-23 par Harry Inigo Triggs et Gerald Unsworth[10].

### Jardins
- Barrow Court[11], à Somerset (1890)
- Saighton Grange (maintenant Abbey Gate College[12]) à Cheshire (1901)
- Chillington Hall, Staffordshire (1911)
- Ashford Chace[13], près de Petersfield, Hampshire, pour Aubyn Trevor-Battye (1912) (photo de Ashford Chace).

### Mémoriaux
- Bedford Park War Memorial, hors l'église Saint Michael and All Angels, Bedford Park, Londres (vers 1920)[14]

## Publications
- avec Henry Tanner, Some Architectural Works of Inigo Jones. A series of measured drawings and other illustrations together with descriptive notes; a biographical sketch and list of his authentic works, 1901, B T Batsford publishing.
- Formal Gardens in England and Scotland. Their Planning And Arrangement, Architectural And Ornamental Features(1902), B T Batsford publishing, 63 pages.
- The Art of Garden Design in Italy (1906) Longmans, Green and co, Londres, 1906, 135 pages. (lire en ligne)
- Town Planning, Past, Present and Possible (1909), Methuen & Co, 334 pages (lire en ligne)
- Garden Craft in Europe (1913) C Scribner's Sons publishing, 332 pages (lire en ligne)

## Source
- (en) Cet article est partiellement ou en totalité issu de l’article de Wikipédia en anglais intitulé « Inigo Triggs » (voir la liste des auteurs).